# سليمان بن عبد الله الرضا
سليمان بن عبد الله الرضا بن موسى الجون بن عبد الله المحض بن الحسن المثنى بن الحسن السبط بن أمير المؤمنين علي بن أبي طالب أمه أُمامة بنت طلحة بن صالح ابن عبد الله بن عبد الجبار بن منظور بن زبان بن سيار الفزاري.

## نسبه
هو سليمان بن عبد الله بن موسى بن عبد الله بن الحسن المثنى بن الحسن بن علي بن أبي طالب بن عبد المطلب بن هاشم بن عبد مناف بن قصي بن كلاب بن مرة بن كعب بن لؤي بن غالب بن فهر بن مالك بن قريش بن كنانة بن خزيمة بن مدركة بن إلياس بن مضر بن نزار بن معد بن عدنان.
أمه أُمامة بنت طلحة بن صالح ابن عبد الله بن عبد الجبار بن منظور بن زبان بن سيار الفزاري.

## أعقابه
ولد لسليمان بن عبد الله بن موسى الجون رجل واحد فقط وهو داوود بن سليمان والعقب من داوود بن سليمان خمس رجال هم:
- علي الأزرق
- أبوالفاتك عبد الله وهو بطن منفرد يقال لهم الفاتكيون
- محمد
- الحسن
- الحسين

## الاشراف السليمانيون
يعد سليمان بن عبد الله الرضا الجد الجامع للأشراف السليمانيين الطبقة الثانية من الأشراف الذين تولوا إمارة مكة المكرمة وشرافتها.
ويقطنون اليوم في السعودية حيث انهم منتشرين بمنطقة مكة المكرمة و المدينة المنورة و تهامة الحجاز و منطقة جازان وباقي المناطق.

## طالع كذلك
| سبقه عبد الله بن موسى | سليمان بن عبد الله الرضا | تبعه داوود بن سليمان |